# Андрушівська сільська рада (Погребищенський район)
| Андрушівська сільська рада — сільська рада у складі Погребищенського району Вінницької області. Адміністративний центр — село Андрушівка. Сільській раді були підпорядковані населені пункти: - с. Андрушівка - с. Паріївка - с-ще Філютка |

## Склад ради
Рада складалася з 16 депутатів та голови.

## Керівний склад сільської ради
| ПІБ                       | Основні відомості                                                                  | Дата обрання | Дата звільнення |
| ------------------------- | ---------------------------------------------------------------------------------- | ------------ | --------------- |
| Оцабера Петро Іванович    | Сільський голова, 1975 року народження, освіта, безпартійний                       | 26.03.2006   | 01.02.2008      |
| Бевзюк Олександр Іванович | Сільський голова, 1948 року народження, освіта, член Соціалістичної партії України | 01.06.2008   | 31.10.2010      |
| Бевзюк Олександр Іванович | Сільський голова, 1948 року народження, освіта середня спеціальна                  | 31.10.2010   |                 |

Примітка: таблиця складена за даними джерела